# Houston County, Minnesota
Houston County är ett administrativt område i delstaten Minnesota i USA, med 19 027 invånare. Den administrativa huvudorten (county seat) är Caledonia.

## Politik
Houston County tenderar att rösta republikanskt. Countyt har röstat för republikanernas kandidat i samtliga presidentval sedan 1892 utom 1912, 1932, 1936, 1964, 1996, 2008 och 2012.

## Geografi
Enligt United States Census Bureau har countyt en total area på 1 473 km². 1 446 km² av den arean är land och 27 km² är vatten.

### Angränsande countyn
- Winona County - nord
- La Crosse County - nordost
- Vernon County, Wisconsin - öst
- Allamakee County, Iowa - syd
- Winneshiek County, Iowa - sydväst
- Fillmore County - väst